# Oeonistis
Oeonistis é um gênero de traça pertencente à família Arctiidae.